# Mazdacis
Mazdacis é um gênero de mariposa pertencente à família Crambidae.